# Deepdene (書体)

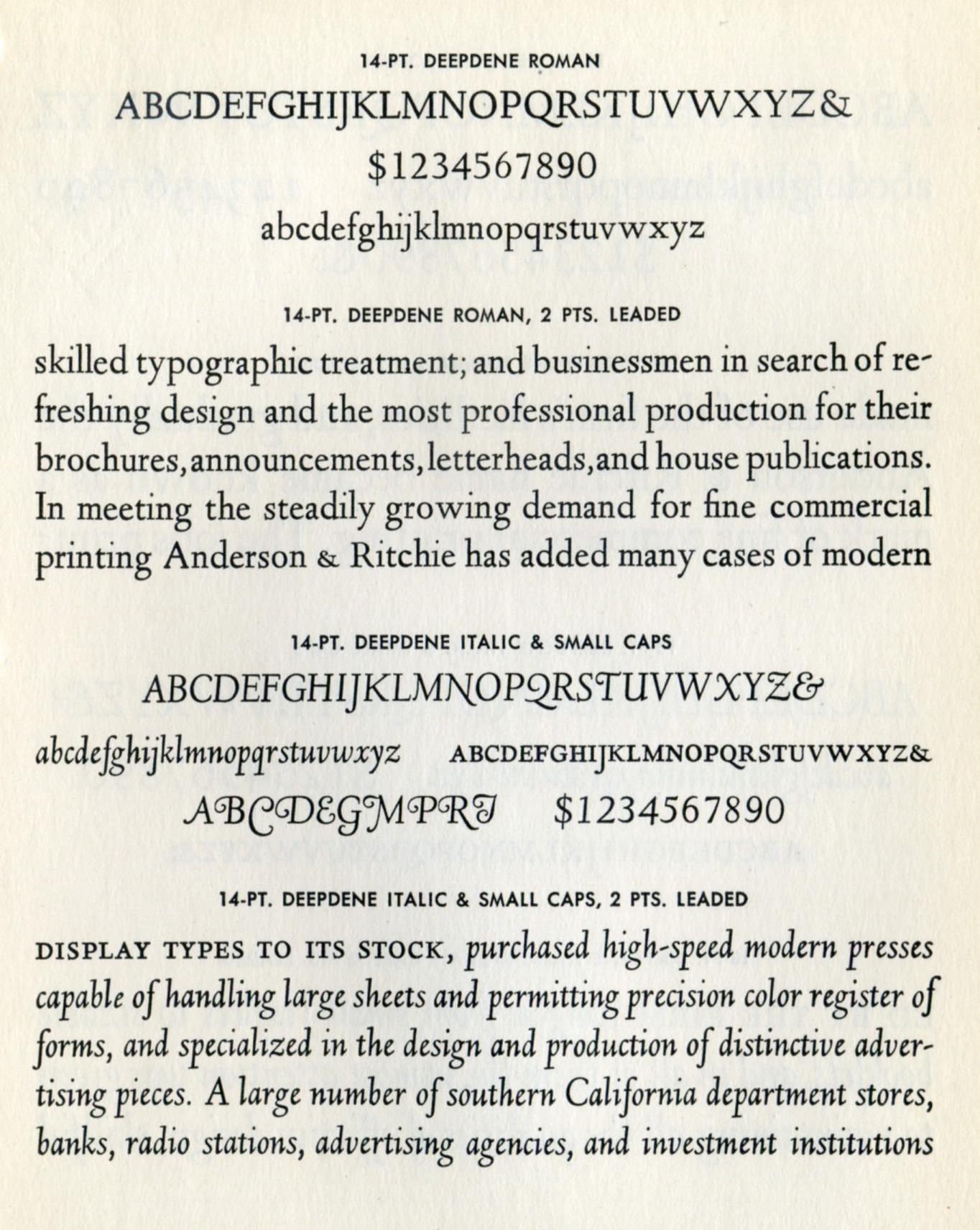
金属活字によるディープディーン。

Deepdene (ディープディーン) は、セリフ書体のひとつで、1927年から1933年にかけて、フレデリック・ガウディがデザインした。セリフ・フォントのデザインとしては、いわゆる「オールド・フェイス」ないし「オールド・スタイル (old-style)」に属しており、ストロークと斜交軸 (an oblique axis) の違いはさほど強調されていない。しかし、ディープディーンは、縮れたように丸みを帯びたセリフと、このスタイルで通常見られるものよりも傾斜が少なく、ほとんど直立したイタリック体が特徴である。
アメリカ合衆国のランストン・モノタイプ・カンパニーから発表されたディープディーンは、当初から人気を呼び、書籍の本文に用いられることもよくあった。ディープディーンには、デジタル化されたフォントが数種類作られている。
ディープディーンという名は、マールボロ＝オン＝ハドソンにあったガウディの自宅の名に由来している。さらにこの家の名は、ガウディがかつてニューヨークのクイーンズに住んでいた街路名に由来していた。

## デザイン
ガウディは、このデザインについて、「紹介されたばかりだったオランダの書体 (a Dutch type which had just been introduced)」に着想を得たと述べている。ガウディの友人であったポール・ベネットの晩年の示唆によれば、これはヤン・ファン・クリンペンが作ったルテティア (Lutetia) のことを指しているようだが、ウォルター・トレイシーはそのような比定に確証はないと述べている。ガウディはその後、中程度の字の太さをもったボールド体とボールド・イタリック体も制作した。
ガウディの伝記を書いたD・J・R・ブルックナーは、このデザインを「この書体は、ガウディの特徴のほとんどを盛り込んだ、最良のもの」だと賞賛した。
後にガウディは、ディープディーン・テキスト (Deepdene Text) をもとにしたディープディーン・オープン・テキスト (Deepdene Text) というブラックレターのデザインも生み出した。これらのデザインは、作者が同じという以上の関連性はもっていない。
実際に活字が鋳造された書体には、以下がある。
- ディープディーン (Deepdene) - 1927年にコンチネンタル（英語版）が製作し、後にランストン・モノタイプが再製作した。再作成に際しては、文字の幅について制限を設けていたモノタイプの鉛活字鋳造（英語版）に適合するように、若干の変更が加えられた。
- ディープディーン・イタリック (Deepdene Italic) - 1929年にガウディの妻バーサ (Bertha) が母型 (matrices) を製作した。
  - ディープディーン・ミディアム (Deepdene Medium) - 1931年にランストン・モノタイプのためにデザインされたが、実際には鋳造されなかったものと思われている。
- ディープディーン・ボールド (Deepdene Bold)、ディープディーン・ボールド・イタリック (Bold Italic) - 1933年ないし1934年ころ、ランストン・モノタイプ。

## デジタル化

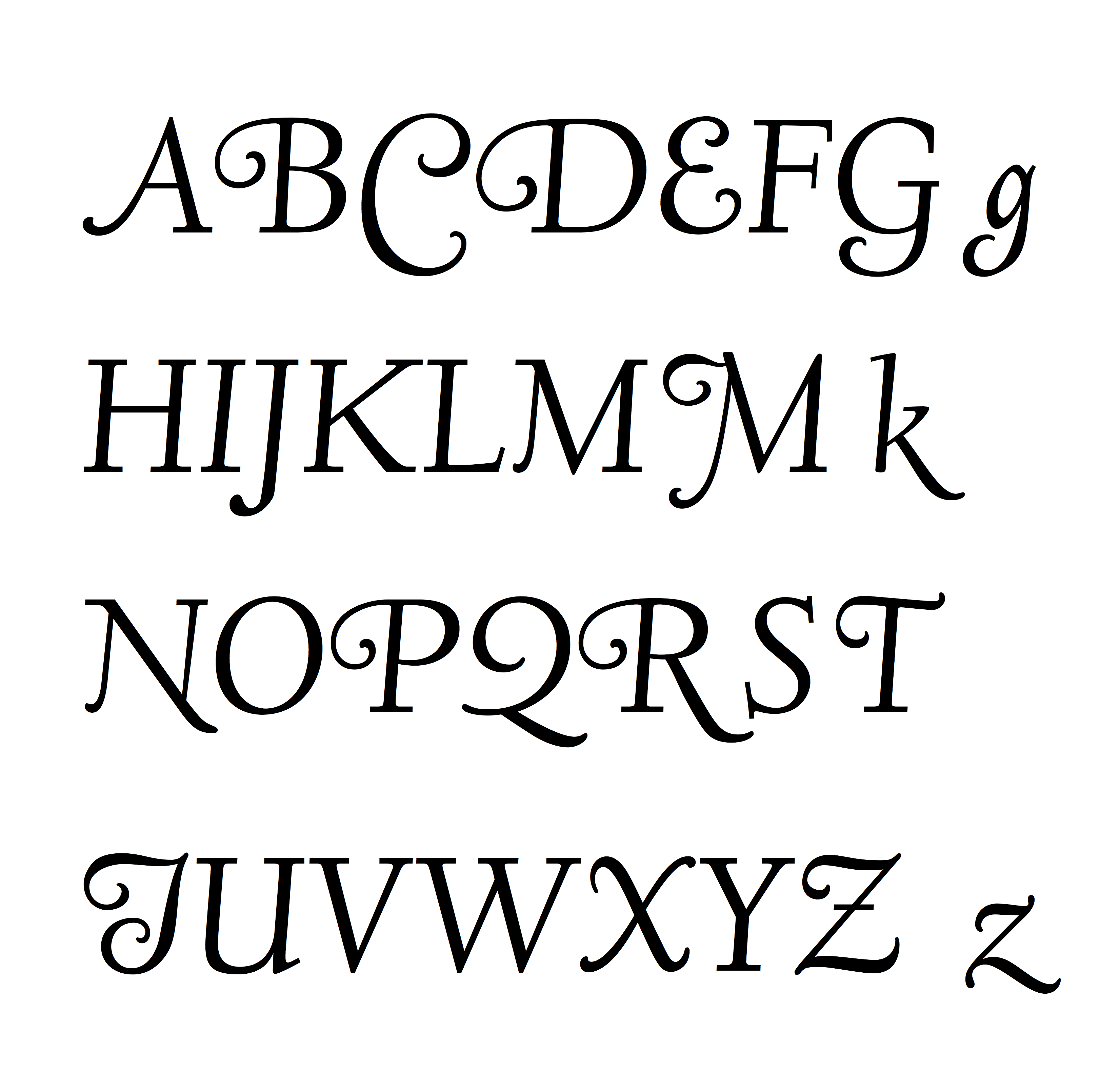
大文字や、小文字の 'g'、'k'、'z' の基線より下に、縮れたように丸み (swash) があるオープンソースのフォント「リンデン・ヒル」は、ガウディのディープディーンを基にバリー・シュワルツが作った書体。

ディープディーンは、いくつかの組織やソフトウェア会社によってデジタル化され、リリースされている。P22 によるデジタル化は、同社のLTC印刷 (LTC imprint) 用に作られたものであり、イタリック体に縮れたように丸み（スウォッシュ）とスモールキャピタルが用意されている点は、おそらく他に例がない。オープンソースの「リーグ・オブ・ムーバブル・タイプ (League of Movable Type)」プロジェクトは、バリー・シュワルツ (Barry Schwartz) が作成したオープンソースのデジタル化「リンデン・ヒル (Linden Hill)」をリリースしており、通常の書体とイタリック体にはスウォッシュが付けられているが、太字は施されていない。